# Табасарани
Табасарани — один із народів Дагестану. Загальна чисельність - близько 150 тис. Розмовляють табасаранською мовою. Релігія — суннітський іслам.

## Розселення
Історична динаміка чисельності табасаранів у Росії
- 1959 — 34 228
- 1989 — 93 587
- 2002 — 131 785
- 2010 — 146 360

Табасарани проживають переважно у Табасаранському, Дербентському та Хівському районах на південному-сході Дагестану. За переписом 2002 р. вони становили 82,6% населення Табасаранського району, 57,3% — Хівського та 10,7% — Дербентського. Серед міст найвища частка табасаранського населення у Дагестанських Вогнях (35,5%), Дербенті (15,4%) та Каспійську (5,2%)
Основні райони проживання табасаранів у Дагестані за даними перепису 2010 р.
|                      | населення району | % табасаранів |
| Табасаранський район | 52 886           | 79,1%         |
| Хівський район       | 22 753           | 59,4%         |
| Дагестанські Огні    | 27 923           | 46,2%         |
| Дербент              | 119 200          | 15,8%         |
| Дербентський район   | 99 054           | 9,9%          |
| Каспійськ            | 100 129          | 5,4%          |
| Махачкала (м/о)      | 696 885          | 2,0%          |
| Каякентський район   | 54 089           | 1,7%          |
| Кизляр (м/о)         | 51 707           | 1,6%          |
| Кізлярський район    | 67 287           | 1,5%          |
| Дагестан             | 2 910 249        | 4,1%          |

### Табасарани в Україні
За переписом 2001 р. в Україні мешкало 977 табасаранів, переважно у східних областях: Харківській (227), Запорізькій (170), Донецькій (149).

## Мова
Табасаранська мова — одна з державних мов Дагестану. Належить до лезгінської підгрупи Нахсько-Дагестанської групи кавказької мовної сім'ї. Чисельність носії - бл. 130 тис., в тому числі у Російській Федерації - 126,1 тис. (перепис 2010 року)
Табасаранська мова має 2 діалекти, які суттєво відрізняються: північний і південний.
- Говірки північного діалекту: дюбек, ахік, курлак, гунгум, хірган, шуркулан, кухрік, сугак.
- Говірки південного діалекту: табасаранська літературна мова, калук, нітрік, етег.